# Peter Peters (Fußballfunktionär)

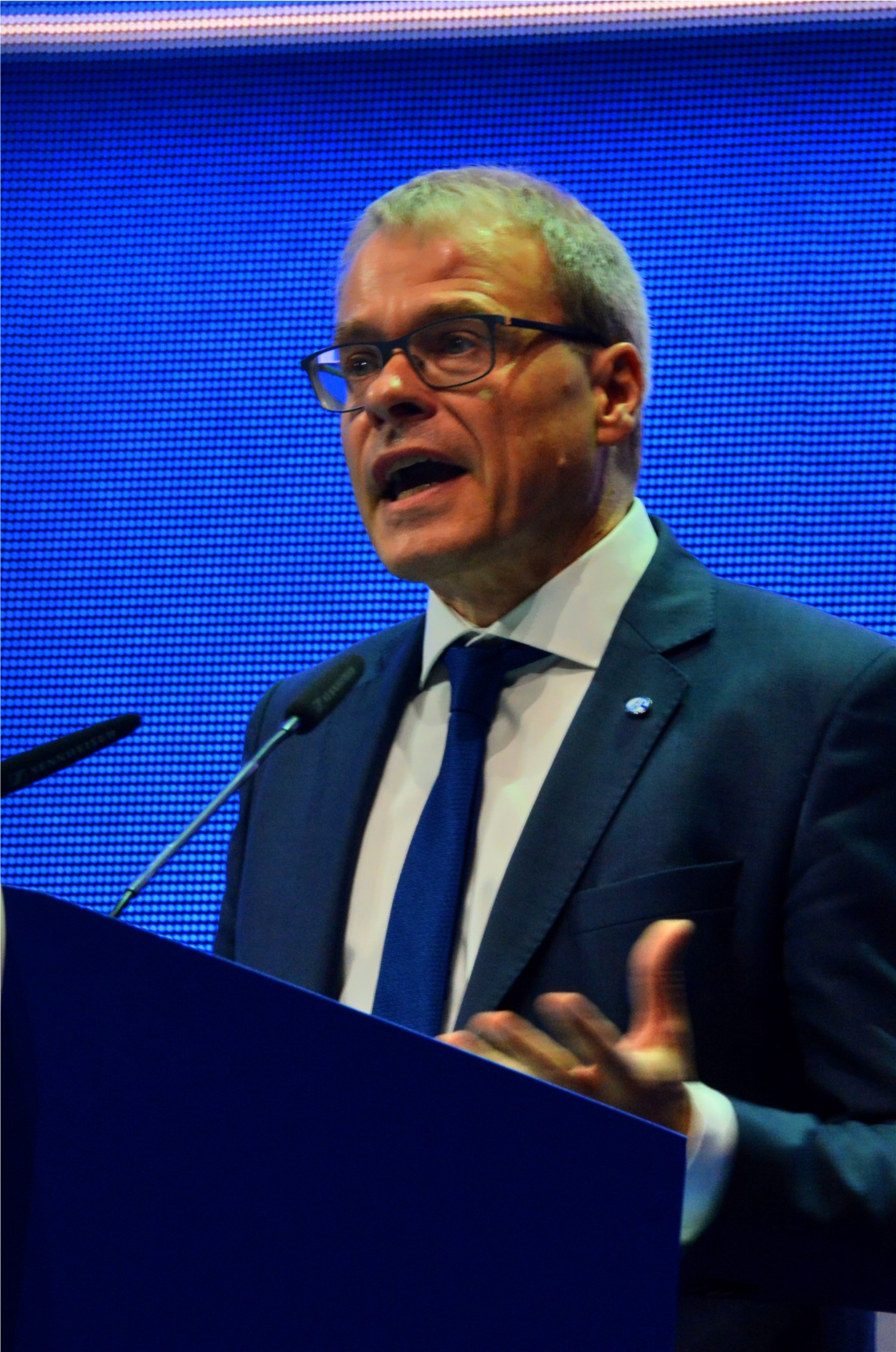
Peter Peters (2017)

Peter Peters (* 21. Juni 1962 in Ochtendung, Rheinland-Pfalz) ist ein deutscher Journalist und Fußballfunktionär. Er war von 1994 bis 2020 im Vorstand des FC Schalke 04 für die Finanzen verantwortlich. Von 2007 bis März 2022 war er Vizepräsident bzw. stellvertretender Präsidiumssprecher der Deutschen Fußball Liga und Vizepräsident des DFB sowie seit 2019 Aufsichtsratsvorsitzender der DFL GmbH und 1. Vizepräsident des DFB.

## Leben
Peters studierte Betriebswirtschaftslehre an der Technischen Universität Dortmund und schloss das Studium 1989 als Diplom-Kaufmann ab. Bevor er als Fußballfunktionär arbeitete, war er von 1987 bis 1989 Fußballchef der Zeitschrift RevierSport, von 1989 bis 1990 Volontär bei der Westfälischen Rundschau und von 1990 bis 1991 Sportredakteur bei der Westdeutschen Allgemeinen Zeitung.

### Vereinsfunktionen
1991 wechselte er zum Fußball und wurde Stellvertretender Geschäftsführer des 1. FC Kaiserslautern.
Im Jahre 1993 wurde er Geschäftsführer des FC Schalke 04. 1994 wurde er dort außerdem Vorstandsmitglied und 1998 Geschäftsführer der Arena-Gesellschaften. Er hatte auf Schalke seit September 2012 einen unbefristeten Vertrag. Nachdem der Aufsichtsrat seinem Wunsch nach Vertragsauflösung zugestimmt hatte, verließ Peters den FC Schalke 04 zum 30. Juni 2020.

### Verbandsfunktionen
Neben seinen Aufgaben beim FC Schalke 04 geht Peters noch anderen Tätigkeiten nach. Er ist seit 2004 Mitglied des Aufsichtsrates der DFL und des Vorstands des Ligaverbandes, von 2006 bis 2007 war er Mitglied der UEFA-Kommission für Stadien und Sicherheit und während der Fußball-Weltmeisterschaft 2006 war er Geschäftsführer der WM-OK-Außenstelle Gelsenkirchen. Nachdem er am 15. März 2007 zum kommissarischen stellvertretenden Vorsitzenden des Aufsichtsrates der DFL und zum Vizepräsidenten des Ligaverbandes gewählt wurde, wurde er bei den Generalversammlungen des Ligaverbandes 2007, 2010, 2013 und 2016 in diesen Positionen einstimmig bestätigt. Als Vizepräsident des Ligaverbandes ist er auch Vizepräsident und Vorstandsmitglied des DFB. 
Nach Reinhard Rauballs Rückzug wurde Peters 2019 von der Generalversammlung zum Aufsichtsratsvorsitzenden der DFL Deutsche Fußball Liga GmbH gewählt, womit auch das Amt des 1. Vizepräsidenten des DFB einhergeht. Im Präsidium der Liga lautet seine Position nun die des stellvertretenden Sprechers unter Donata Hopfen, womit er zum ranghöchsten Vereinsvertreter im deutschen Profifußball aufgestiegen ist. Außerdem ist er Vorsitzender des Aufsichtsrates der DFL Digital Sports und stellvertretender Aufsichtsratsvorsitzender der DFL Sport Enterprise. Seit 2011 ist er Mitglied der UEFA-Kommission für Clublizenzierung.
Nach dem Rücktritt Fritz Kellers als Präsident des DFB am 11. Mai 2021 bildete er eine interimistische Doppelspitze mit Rainer Koch. Am 11. März 2022 kandidierte Peters für das Präsidentenamt des Deutschen Fußball-Bundes beim DFB-Bundestag. Dabei konnte er sich aber nicht gegen Bernd Neuendorf durchsetzen, der die geheime Abstimmung mit 193:50 der Stimmen klar für sich entschied.
Peters ist Kuratoriumsmitglied der Sepp-Herberger-Stiftung.

### Privates
Peters ist verheiratet und hat zwei Kinder.